# Christian Nehammer
Hans Christian Nehammer (Salzburgo, 26 de mayo de 1976) es un deportista austríaco que compite en vela en la clase Star.
Ganó una medalla de bronce en el Campeonato Mundial de Star de 2021 y dos medallas de bronce en el Campeonato Europeo de Star, en los años 2020 y 2021.

## Palmarés internacional
| \| Campeonato Mundial \| Campeonato Mundial \| Campeonato Mundial \| Campeonato Mundial \| \| Año \| Lugar \| Medalla \| Clase \| \| ------------------ \| ----------------------- \| ------------------ \| ------------------ \| \| 2021 \| Kiel (Alemania) \| Medalla de bronce \| Star \| \| Campeonato Europeo \| \| \| \| \| Año \| Lugar \| Medalla \| Clase \| \| 2020 \| Riva del Garda (Italia) \| Medalla de bronce \| Star \| \| 2021 \| Split (Croacia) \| Medalla de bronce \| Star \| |                         |                   |       |
| Campeonato Mundial |                         |                   |       |
| Año | Lugar                   | Medalla           | Clase |
| 2021 | Kiel (Alemania)         | Medalla de bronce | Star  |
| Campeonato Europeo |                         |                   |       |
| Año | Lugar                   | Medalla           | Clase |
| 2020 | Riva del Garda (Italia) | Medalla de bronce | Star  |
| 2021 | Split (Croacia)         | Medalla de bronce | Star  |